# Славянский благотворительный комитет
Славя́нский благотвори́тельный комите́т (укр. Слов'янський благочинний комітет) — громадська установа в Росії, що ставила своєю метою добродійну допомогу православним та іншим слов'янським народам, на ділі докладала зусиль до русифікації, ширення ідей російського монархізму. Заснована в 1858 р. гуртком слов'янофілів на чолі з М. П. Погодіним, існувала до 1917 р. Відділи комітету (потім — товариства) були організовані в Петербурзі та Москві, з 1869 р.— в Києві (з 1877 р.— як самостійне товариство).